# The Wairoa Star
The Wairoa Star ist eine lokale Tageszeitung in Neuseeland. Das Einzugsgebiet liegt im mittleren Teil der Region Hawke’s Bay auf der Nordinsel. Die Zeitung hat ihren Sitz in Wairoa.

## Geschichte
The Wairoa Star wurde am 23. September 1921 erstmals herausgegeben. Am 10. Juni 1922 wurde die zugehörige Firma The Wairoa Star Limited gegründet.

## Besitzverhältnisse
Die Besitzverhältnisse der The Wairoa Star Limited stellten sich 2015 wie folgt dar:
- 40,41 % – NZME. Publishing Limited
- 21,81 % – The Gisborne Herald Company Limited
- der Rest befindet sich im Streubesitz.[3]

## Die Zeitung heute
Der Wairoa Star hatte 2009 eine durchschnittliche tägliche Auflage von 2.203 Exemplaren und erscheint dienstags und donnerstags.